# Seven Seas of Rhye
Seven Seas of Rhye – piosenka brytyjskiego zespołu Queen wydana na singlu w 1974 roku, który promował album Queen II (1974). Utwór napisał Freddie Mercury. Po raz pierwszy opublikowano go w krótkiej instrumentalnej wersji na albumie debiutanckim grupy, Queen (1973). Dłuższą wersję nagrano ponownie wraz ze śpiewanym tekstem, którą umieszczono na drugim albumie zespołu, Queen II.
Po wykonaniu piosenki w brytyjskim programie telewizyjnym Top of the Pops stała się ona pierwszym przebojem Queen. Singiel z utworem dotarł do 10. miejsca na głównej brytyjskiej liście przebojów UK Singles Chart.
Na stronie B singla umieszczono piosenkę „See What a Fool I've Been”.
Podobnie jak utwór „My Fairy King” z albumu Queen, piosenka opowiada o dziecięcym świecie fantazji Mercury’ego o nazwie Rhye. Wstęp oparty jest na arpeggio wykonywanym na fortepianie przez Mercury’ego (na Queen II jest ono grane dwiema rękami, w interwale oktawy, natomiast na Queen oraz w większości wersji koncertowych Mercury grał wstęp tylko jedną ręką). Wersja z Queen II kończy się odśpiewanym przez chórek fragmentem popularnej brytyjskiej piosenki z 1907, „I Do Like to Be Beside the Seaside”.
Fragment „Seven Seas of Rhye” pojawił się w piosence „It's a Beautiful Day (Reprise)” z albumu Made in Heaven (1995), a nazwy Seven Seas oraz Rhye są wspomniane w „Lily of the Valley” z Sheer Heart Attack (1974) (Messenger from Seven Seas has flown/To tell the king of Rhye he’s lost his throne).
Wersję na żywo utworu umieszczono na: Live at the Rainbow (1974), A Night at the Odeon (1975), Live at Wembley ’86 (1992) oraz Hungarian Rhapsody: Queen Live in Budapest ’86 (1986).